# Mörk röksvamp
Mörk röksvamp (Lycoperdon nigrescens) är en svampart som beskrevs av Wahlenb. 1794. Enligt Catalogue of Life ingår Mörk röksvamp i släktet Lycoperdon,  och familjen Agaricaceae, men enligt Dyntaxa är tillhörigheten istället släktet Lycoperdon,  och familjen röksvampar. Arten är reproducerande i Sverige. Inga underarter finns listade i Catalogue of Life.